# Peter Greiner
Peter Greiner (* 20. April 1939 in Rudolstadt/Thüringen; † 11. Dezember 2019 in Boltersen) war ein deutscher Bühnen- und Hörspielautor.

## Leben
Peter Greiner begann 1959 ein Chemie-Studium in Freiburg. Von 1963 an studierte er in Hamburg Chemie und Mathematik für das Lehramt an Gymnasien. 1966 legte er sein Staatsexamen ab, war aber nur einige Zeit als Lehrer tätig. Seit 1970 ist er freier Schriftsteller. Er verdiente seinen Lebensunterhalt zeitweise mit Gelegenheitsarbeiten. Dabei war er – laut einer Selbstauskunft – „ziemlich an den Rand der Gesellschaft gekommen, war ziemlich kaputt. So am Rande zu stehen, führt dann zu einer Solidarität zwischen Leuten, die kaputt sind. Und durch diese Solidarität bin ich an Stoffe gekommen.“ 1977 erhielt er ein Suhrkamp-Stipendium. Seine Stücke galten lange Zeit als Geheimtipp, wurden aber wegen ihrer Form und Thematik zunächst wenig gespielt. 1981 wurde sein Schauspiel Kiez bei den Berliner Festspielen aufgeführt, im selben Jahr erhielt er den renommierten Mülheimer Dramatikerpreis. Greiner lebt sehr zurückgezogen, er hat es stets abgelehnt, fotografiert zu werden.

### Arbeiten und Rezeption
Innerhalb eines Jahrzehnts schuf Greiner ein Dutzend Schauspiele. Die meisten handeln von sozialen Randgruppen und unterprivilegierten Menschen, von ihren mangelnden Perspektiven und der Unfähigkeit, sich zurechtzufinden. Orfeus ist die Geschichte eines Jungen, der aus der Bahn gerät, kriminell wird und sich zum Freiheitskämpfer in einem Polizeistaat stilisiert. In dem Stück Fast ein Prolet spielt in einer Kneipe ein Ensemble heruntergekommener und ausgebrannter Menschen aller Art. Greiners Menschen sind alle verletzt, beschädigt, haben sich aufgegeben und träumen von einem Einstieg in die bürgerliche Gesellschaft. Der Beethoven in Roll over Beethoven ist nur noch ein Wüterich gegen die höfische Etikette Wiens, auch Majakowski in Lady Liljas Hauer ist ein Gehetzter, einer der nur Krach und Spannung verbreitet.
Greiner verwendet in seinen Stücken Jargon und Dialekt, seine Bilder, Kalauer und szenischen Temperamentausbrüche provozieren, und Die Zeit schrieb 1978, Greiners Stücke würden zu wenig gespielt, es gäbe eine „subalterne Angst der Theater, sich zu blamieren“. Ende der 1970er Jahre wurden Greiners Theaterarbeiten von der überregionalen Theaterkritik noch hoch gelobt, er war „für wenige Jahre der Vorzeige-Radikale“, aber seine sperrigen Texte, die manchmal wie ein „Zufallssammelsurium von Notaten“ wirken, haben sich im Theater nicht durchgesetzt; heute bestimmen andere ästhetische Formen das Gegenwartsdrama, und Greiner hat das Stückeschreiben eingestellt.
Parallel zu seinen Schauspielen entstanden zahlreiche Hörspiele. Schwarzer Schnee wurde unter der Regie von Peter Michel Ladiges mit Christian Brückner und Friedrich W. Bauschulte bei Radio Bremen inszeniert, The show must go on unter der Regie von Gerlach Fiedler wurde im August 1977 als Hörspiel des Monats ausgezeichnet.

### Kiez
Greiners bedeutendstes Werk Kiez entstand 1975. Dieses Theaterstück hat 45 Szenen mit fast ebenso vielen Bühnenbildern. Der Text wurde 1976 bei Suhrkamp in Spectaculum 25 sowie 1977 in Theater heute veröffentlicht, die Uraufführung fand aber erst 1980 in Köln statt. Das Deutsche Schauspielhaus in Hamburg hatte zuvor mehrmals eine Uraufführung angekündigt, traute sich aber letzten Endes nicht an das Thema. 1981 wurde das Stück bei den Berliner Festspielen aufgeführt und erhielt den „Mülheimer Dramatikerpreis“. Es handelt von der Geschichte eines ehemaligen Seemanns und jetzigen Zuhälters, der mehrere Frauen auf den Strich schickt. Mit einer jedoch versucht er, ein bürgerliches Leben zu beginnen, scheitert aber. Als Penner heruntergekommen und von ehemaligen Kumpels gejagt, sucht er schließlich Zuflucht in einer sicheren Gefängniszelle. Es ist eine „Außenseiter-Romanze und ein höchst realistisches Stück, weil es seine Figuren durchaus als ‚Helden‘ begreift und liebt, aber das Elend dieses Helden- und Außenseiterdaseins niemals verschweigt.“ Die Aufführungen wurden in allen überregionalen Zeitungen sowie von Hellmuth Karasek im Spiegel besprochen. Kiez – Aufstieg und Fall eines Luden wurde 1983 nach einem Drehbuch von Hans Eppendorfer mit Katja Rupé unter der Regie von Walter Bockmayer verfilmt.

## Auszeichnungen
- 1977: Hörspiel des Monats August
- 1977: Suhrkamp-Dramatikerstipendium
- 1981: Mülheimer Dramatikerpreis

## Werke

### Theaterstücke
- Wie Bombenleger-Charly leben… Sozialverhalten. Geschichten und Szenen. Edition Suhrkamp, Frankfurt am Main 1986. ISBN 3-518-11356-9
- Die Torffahrer. Suhrkamp, Frankfurt am Main 1983 (Uraufführung: München 1985)
- Stillgelegt. Einakter-Textbuch. Suhrkamp, Frankfurt am Main 1982
- Des Reiches Streusandbüchse. Suhrkamp, Frankfurt am Main 1980
- Altenlenz. Einakter. Frankfurt am Main 1980
- Fast ein Prolet. 3 Stücke. (Enthält: Vier-Jahreszeiten-Blues. Uraufführung: Saarbrücken 1980). Suhrkamp, Frankfurt am Main 1978. ISBN 3-518-02947-9
- Fast ein Prolet. Ein Volksstück. Suhrkamp, Frankfurt am Main 1978 (Uraufführung: Freiburg/Br. 1980. Regie: Hermann Treusch)
- Lady Liljas Hauer. Ein Zwei-Personen-Spiel. Frankfurt am Main 1978 (Uraufführung: Heidelberg 1978)
- Roll over Beethoven. Eine wahre Ohren-Tragödie in Bildern. Suhrkamp, Frankfurt am Main (Uraufführung: Basel 1978)
- Türkischer Halbmond. Ein Gastarbeiterstück in Bildern. Suhrkamp, Frankfurt am Main 1977 (Uraufführung: Bremen 1979; auch Hörspiel)
- Orfeus. Biografie eines Halbstarken. In: Spectaculum. Bd. 29. Suhrkamp, Frankfurt am Main 1977 (Uraufführung: Freiburg/Br. 1978)
- Gefege. Musical nach Wedekinds Frühlings Erwachen (Uraufführung: Zürich 1976)
- Kiez. Ein unbürgerliches Trauerspiel um Ganovenehre und Ganovenkälte. In: Spectaculum. Bd. 25. Suhrkamp, Frankfurt am Main 1976. ISBN 978-3-518-09088-6

### Hörspiele (Auswahl)
- 1971: Alle Wege noch einmal, (Radio Bremen)
- 1973: Narkosegestammel, (RIAS, mit Ortrud Beginnen)
- 1977: The show must go on, (NDR)
- 1979: Schwarzer Schnee, (Radio Bremen)
- 1980: Vier-Jahreszeiten-Blues, (RIAS)
- 1981: Kleine Freiheit, (NDR)
- 1983: Blaumann und Blaumeise, (WDR)
- 1986: Jona unterm Eukalyptusbaum, hörend die Stimme Gottes, (SFB)

## Zitat
- „Anne: Hab isch auch Sorgen mit Autofreier und Gewinne. Du weißt, daß isch bei 500 Mark aufwärts erst ehrgeizig bin. Knut: Aber ik bin im Konflikt: von unten und von oben gejagt. Mir bleibt ja bald nur noch das Gras zum Reinbeißen bei dieser Einkesselung!“[10]